# Kiribati en los Juegos Olímpicos de la Juventud 2018
Kiribati compitió en los Juegos Olímpicos de la Juventud 2018 en Buenos Aires, Argentina, celebrados entre el 6 y el 18 de octubre de 2018. Su delegación no obtuvo medallas en los juegos.

## Medallero
| Medalla | Oro | Plata | Bronce | Total |
| ------- | --- | ----- | ------ | ----- |
| Total   | 0   | 0     | 0      | 0     |

## Disciplinas

### Atletismo
Femenino
Eventos de Pista
| Atleta           | Evento     | Serie 1 | Serie 1 | Serie 2 | Serie 2 | Total  | Total  |
| Atleta           | Evento     | Tiempo  | Puesto  | Tiempo  | Puesto  | Tiempo | Puesto |
| ---------------- | ---------- | ------- | ------- | ------- | ------- | ------ | ------ |
| Darina McDermott | 100 Metros | 14.87   | 39      | 14.19   | 37      | 29.06  | 37     |

### Remo
Kiribati clasificó un barco según su rendimiento en el evento de clasificación de los Juegos Olímpicos de la Juventud de Oceanía.
Masculino
| Atleta           | Evento       | Ronda 1 | Ronda 1 | Ronda 2 | Ronda 2 | Ronda 3 | Ronda 3   | Semifinales | Semifinales | Final   | Final  |
| Atleta           | Evento       | Tiempo  | Puesto  | Tiempo  | Puesto  | Tiempo  | Puesto    | Tiempo      | Puesto      | Tiempo  | Puesto |
| ---------------- | ------------ | ------- | ------- | ------- | ------- | ------- | --------- | ----------- | ----------- | ------- | ------ |
| Martin Tamoaieta | Skiff Junior | 4:01.18 | 22      | 1:58.73 | 22      | 1:52.05 | 22 SF E/F | 1:45.55     | 3 FF        | 1:44.51 | 22     |

Referencias ---> SF E/F: Semifinal E/F / FF: Final F